# Takehiko Kawanishi
Takehiko Kawanishi (n. 9 octombrie 1938) este un fost fotbalist japonez.

## Statistici
| Japonia | Japonia | Japonia |
| An      | Meciuri | Goluri  |
| ------- | ------- | ------- |
| 1959    | 1       | 0       |
| 1960    | 1       | 0       |
| 1961    | 5       | 0       |
| 1962    | 1       | 0       |
| Total   | 8       | 0       |